# Rugby a 7 ai XXI Giochi del Commonwealth
Le competizioni di rugby a 7 ai XXI Giochi del Commonwealth si sono svolte dal 13 al 15 aprile 2018. In questa edizione dei Giochi, per la prima volta, insieme al consueto torneo maschile è stato disputato anche un analogo torneo femminile.

## Podi
| Evento    | Oro           | Argento   | Bronzo      |
| Maschile  | Nuova Zelanda | Figi      | Inghilterra |
| Femminile | Nuova Zelanda | Australia | Inghilterra |